# Deutsch (cráter)

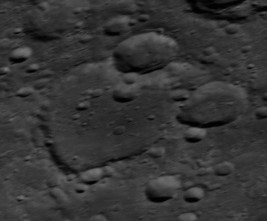
Fotografía de la misión Apolo 14

Deutsch es un cráter de impacto situado en la cara oculta de la Luna. Se encuentra al suroeste del cráter Seyfert, de mayor tamaño. Al este-noreste aparece Polzunov, a poco más de un diámetro de distancia.
Este cráter tiene un borde relativamente bajo, erosionado y considerablemente dañado a lo largo de su sección sudeste. Esta parte está cubierta por Deutsch F a lo largo del este y por Deutsch L hacia el sur, con una región irregular entre estas dos formaciones. El terreno interior de Deutsch es relativamente llano, pero está marcado por una serie de pequeños impactos.
El sistema de marcas radiales del cráter Giordano Bruno (situado hacia el norte-noroeste), recorre el borde occidental de Deutsch.
Su nombre proviene de Armin Joseph Deutsch, un astrónomo y autor de ciencia ficción estadounidense.

## Cráteres satélite
Por convención estos elementos son identificados en los mapas lunares poniendo la letra en el lado del punto medio del cráter que está más cerca de Deutsch.
|         | \| Deutsch \| Coordenadas \| Diámetro \| \| ------- \| ------------------------------ \| -------- \| \| F \| 24°06′N 112°00′E / 24.1, 112.0 \| 31 km \| \| L \| 22°24′N 110°48′E / 22.4, 110.8 \| 36 km \| |          |
| Deutsch | Coordenadas | Diámetro |
| F       | 24°06′N 112°00′E / 24.1, 112.0 | 31 km    |
| L       | 22°24′N 110°48′E / 22.4, 110.8 | 36 km    |